# Wanda Sykes
Wanda Yvette Sykes (Portsmouth, Vírginia; 7 de março de 1964) é uma atriz, dubladora, roteirista, ativista e comediante stand-up norte-americana. É conhecida por suas observações cômicas e afiadas sobre eventos atuais, sobre as diferenças entre os sexos e as raças, e a fragilidade da vida humana. Tornou-se conhecida por seu trabalho como roteirista no The Chris Rock Show, pelo qual ganhou um Primetime Emmy Award em 1999. Em 2004, a Entertainment Weekly a classificou  como uma das 25 pessoas mais engraçadas dos Estados Unidos.
Como atriz é notória por seu papel como Barb em The New Adventures of Old Christine, em Curb Your Enthusiasm, da HBO, onde interpreta a si própria. Além de suas aparições na televisão, Sykes também teve uma carreira no cinema, aparecendo em Monster-in-Law, My Super Ex-Girlfriend, Evan Almighty e Bad Moms, e também como dubladora nas animações Over the Hedge, Barnyard, Brother Bear 2, Rio, Ice Age: Continental Drift, Ice Age: Collision Course e UglyDolls.

## Vida pessoal

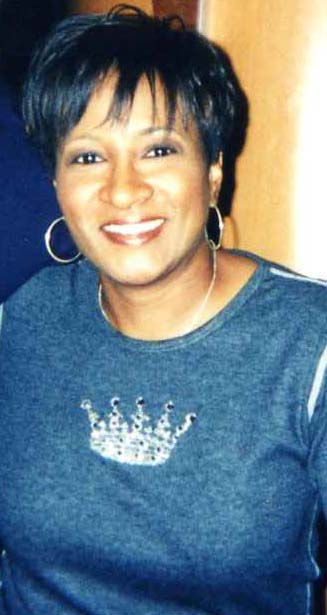
Sykes em setembro de 2004

Sykes foi casada com o produtor Dave Hall, de 1991 a 1998. Ela se assumiu lésbica durante um comício em Las Vegas, em relação à Proposição 8. Um mês antes, ela havia se casado com Alex Niedbalski, uma francesa que ela conheceu em 2006. Em 2009, Alex deu à luz aos gêmeos fraternos: Olivia e Lucas.
Sykes só voltou a procurar seus pais conservadores quando tinha 40 anos, pois eles tiveram dificuldades em aceitar sua sexualidade e  se recusaram a comparecer ao casamento dela com Alex, o que levou a um breve período afastados. Atualmente, eles estão reconciliados com Sykes.
Durante uma aparição em 19 de setembro de 2011 no The Ellen DeGeneres Show, Sykes anunciou que havia sido diagnosticada no início do ano com carcinoma ductal in situ (DCIS). Embora o DCIS seja um "câncer de mama em estágio zero" não invasivo, Sykes decidiu fazer uma mastectomia bilateral para diminuir suas chances de contrair câncer. Sykes divide o tempo vivendo em Los Angeles, Media, Pensilvânia, um subúrbio da Filadélfia, e sua casa de verão em Cherry Grove, Nova York.
Desde que se assumiu lésbica, Sykes tornou-se uma defensora do casamento entre pessoas do mesmo sexo, organizando eventos e realizando arrecadação de fundos.

## Filmografia
- The Drew Carey Show (1995) (TV)
- The Chris Rock Show (1997-2002) (TV)
- Premium Blend (1997) (TV) (2002) (apresentadora)
- Dr. Katz, Professional Therapist (1998) (TV) (voz)
- Tomorrow Night (1999)
- Best of Chris Rock (1999) (TV)
- Larry David: Curb Your Enthusiasm (1999) (TV)
- Nutty Professor II: The Klumps (2000)
- Down to Earth (2001)
- Pootie Tang (2001)
- The Downer Channel (2001) (TV)
- Crank Yankers (2002-2005; 2019-presente) (TV) (voz)
- MTV Movie Awards Reloaded (2003) (TV)
- Wanda at Large (2003) (TV) (atriz/produtora)
- Mad TV (2003) (TV)
- Wanda Does It (2004) (TV)
- Clerks II (2006)
- Monster-in-Law (2006)
- My Super Ex-Girlfriend (2006)
- Will & Grace (2006)
- Barnyard (2006) (voz)
- Brother Bear 2 (2006) (voz)
- Over the Hedge (2006) (voz)
- The Adventures of Brer Rabbit (2006) (voz)
- Will & Grace (2006) (TV)
- The New Adventures of Old Christine (2006-2010) (TV)
- Back at the Barnyard (2007-2011) (voz - TV)
- Evan Almighty (2007)
- License to Wed (2007)
- Back at the Barnyard (2007) (TV) (voz)
- The Wanda Sykes Show (2009-2010) (TV (atriz/roteirista/produtora/criadora)
- Rio (2011) (voz)
- Drop Dead Diva (2011)
- The Muppets (2011)
- Ice Age: Continental Drift (2012) (voz)
- Futurama (2012) (voz) (TV)[6]
- Os Simpsons (2013) (TV) (voz; episódio: "What Animated Women Want")[7]
- The Hot Flashes (2013)
- Black-ish (2015-presente) (TV)
- Animals. (2016) (TV)
- Bad Moms (2016)
- Snatched (2016)
- A Bad Moms Christmas (2017)
- Vampirina (2017-presente) (voz - TV)
- Hurricane Bianca: From Russia with Hate (2018)
- BoJack Horseman (2018) (voz)
- Scooby-Doo and Guess Who? (2018) (voz)
- UglyDolls (2019) (voz)
- The Wedding Year (2019)
- Jexi (2019)

## Discografia
- 2003 - Tongue Untied[8]
- 2007 - Sick & Tired[9]
- 2010 - I'ma Be Me[10]
- 2018 - What Happened... Ms. Sykes?[11]
- 2019 - Not Normal (Netflix)